# Porto Real do Colégio
Porto Real do Colégio is een gemeente in de Braziliaanse deelstaat Alagoas. De gemeente telt 17.947 inwoners (schatting 2009).
De plaats ligt aan de rivier de São Francisco.

## Verkeer en vervoer
De plaats ligt aan de noord-zuidlopende weg BR-101 tussen Touros en São José do Norte.